# デュロック種

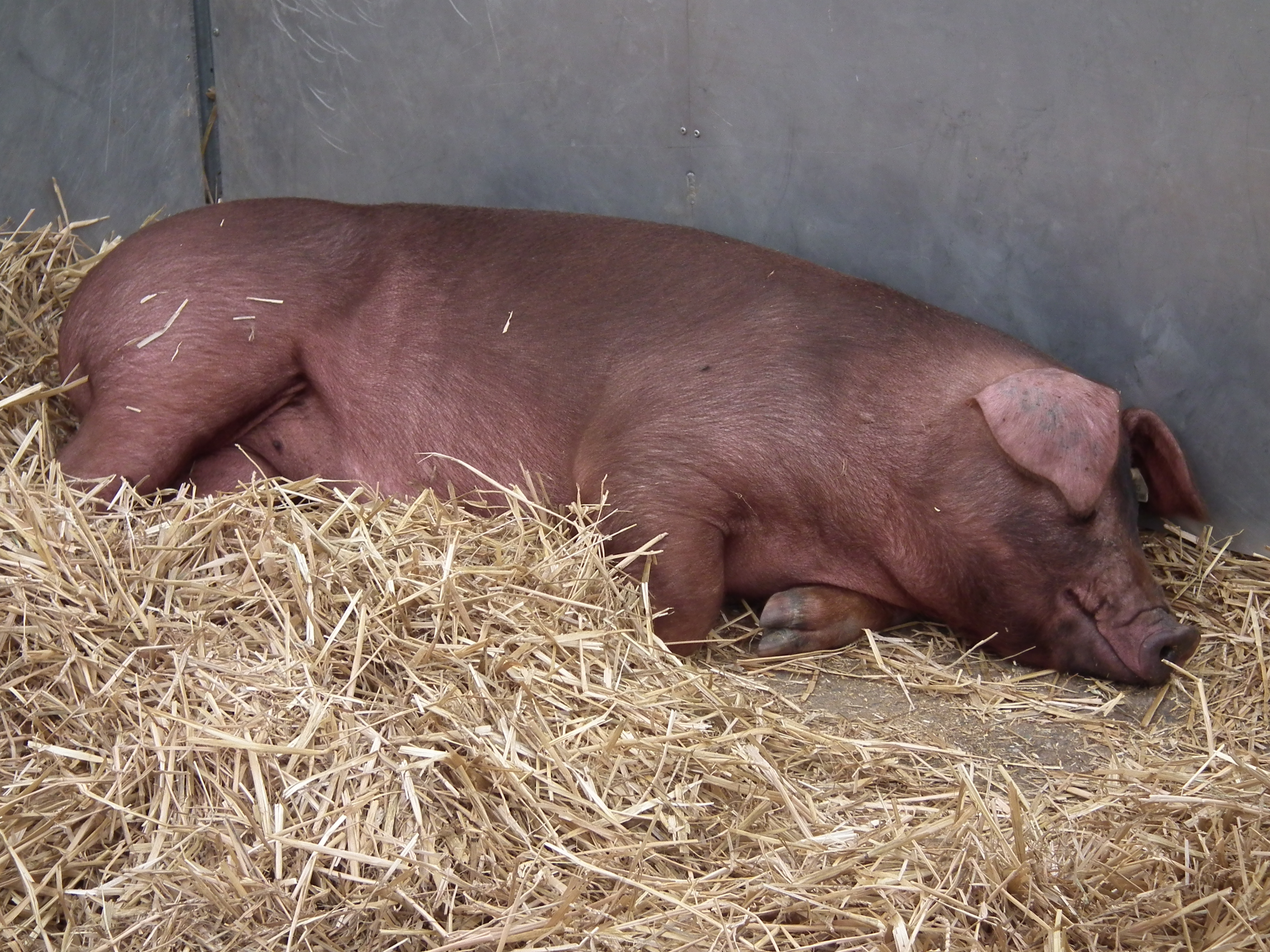
デュロック種

デュロック種（英: Duroc pig）は、ブタの品種である。
アメリカ合衆国ニューヨーク州を原産とする赤色の豚（デュロックと呼ばれていた）に、ニュージャージー州を原産とするのジャージーレッド種(Jersey Red)とを交雑し作出された品種である。デュロック・ジャージー種(Duroc-Jersey)とも呼ばれていたが、デュロック種と呼ばれるようになった。
毛色は赤色（茶褐色）だが、個体の濃淡差は大きい。
強健で暑さに強い。